# Dvaléthia

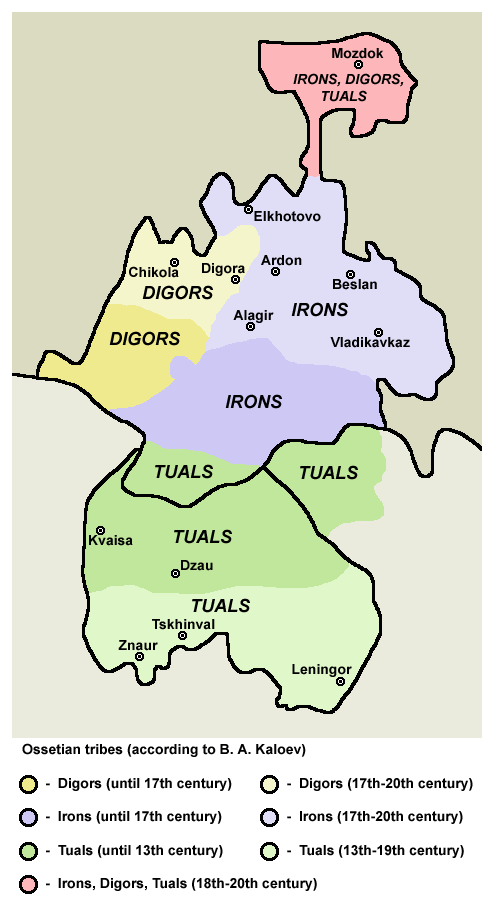

Dvalètia o Dvalethia o Dvaleti (nom tradicial დვალეთი. Dvalet`i: modern georgià დვალები, Dvalebi; osset: Туалтæ, Twaltæ) fou la regió històrica de Geòrgia habitada pel poble dels dvals (georgià დვალნი, Dvalni), probablement d'origen vainak (txetxè-inguix) però absorbits pels ossets. La regió abraçava la moderna Ossètia del Sud i part de l'Osètia del nord (Ossètia del Nord - Alània) entre el pas de Darial a l'est i el pas de Mamison a l'oest, arribant pert aquest costat fins al nord-est de Ratxa i Khevi. El nom no subsisteix a Geòrgia però si a Ossètia on hi ha una comarca anomenad Urs Tual (osset Урстуалтæ que vol dir Tuals Blancs). El cognom Dvali de Geòrgia i Ossètia deriva dels Dvals. S'ha intentat sense èxit identificar-los amb els talae de Plini de Vell i Ptolemeu que els situen a la Sarmàcia asiàtica.
Els dvals foren vassalls dels reis georgians i van pagar tribut; els reis georgians van construir fortaleses per assegurar els passos del Caucas i la «ruta de Dvalètia». Al segle vi van adoptar el cristianisme. No s'esmenten el període àrab. Durant el període seljúcida eren sens dubte vassalls del gran regne de Geòrgia, però l'arribada dels mongols va canviar la situació; el regne dels alans al nord fou destruït pels mongols als segles xiii i xiv i els alans (ossets) van emigrar al Caucas i es van establir a terres dels dvals, formant la comunitat anomenada Tualläg. Els dvals foren empesos cap al sud i en gran part assimilats pels ossets, o també pels georgians. El 1695 el rei Artxil va ocupar el tron d'Imerècia però el nobles el van deposar el 1696 i es va retirar a la Dvaléthia. El 1698 amb ajuda dels ossets va derrocar Jordi Gotcha, però els turcs van enviar un exèrcit, va tornar a fugir a Dvaléthia i més tard va passar a Moscou. El poble dval com a nació separada va desaparèixer al segle xviii i Dvalètia va passar a ser un simple nom geogràfic referit a la vall del Kudaro, a la moderna Ossètia del Sud.